# شيكوراتشكي
شيكوراتشكي (بالروسية: Чикурачки؛ باليابانية: 千 倉 岳 Chikura-dake) هو أعلى بركان في جزيرة باراموشير في جزر الكوريل الشمالية. إنه في الواقع مخروط بركاني صغير نسبيًا تم بناؤه على صرح بركاني مرتفع من العصر البليستوسيني. رواسب السكوريا المؤكسدة التي تغطي الجزء العلوي من المخروط الصغير تعطيه لونًا أحمر مميزًا. تدفقات الحمم البركانية من إرتفاع 1،816 متر (5،958 قدمًا) وصلت شيكوراتشكي إلى البحر وتشكل رؤوسًا على الساحل الشمالي الغربي؛ تظهر أيضًا العديد من تدفقات الحمم البركانية الصغيرة من أسفل بطانية السكوريا على الجانب الشرقي.